# Julia Kurakina
Julia Kurakina, rusky: Юлия Куракина (1814 – 1881) byla ruská šlechtična a členka carského dvora. V letech 1866-81 sloužila jako Ober-Hofmeisterin (dáma pro róbu) a hlavní dvorní dáma carevny Marie Sofie Dánské.

## Život
Byla dcerou Fjodora Sergejeviče Golicyna a Anna Alexandrovny Prozorovské. V roce 1835 se provdala za diplomatického knížete Alexeje Borisoviče Kurakina.
V roce 1866 se stala hlavní dvorní dámou carevny Marie Sofie Dánské. V jejích službách zůstala až do roku 1881, kdy zemřela. Nahradila ji poté Elena Kočubejová.